# Kanoniker

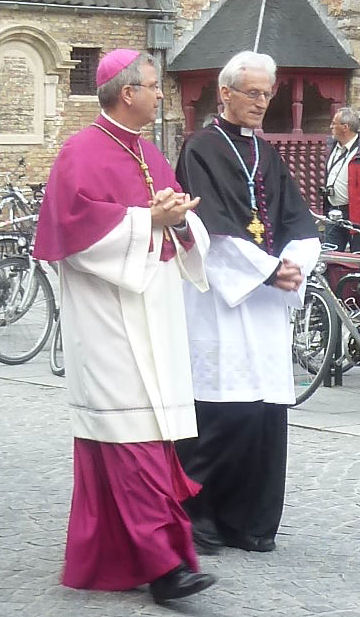
Bischof und Kanoniker (rechts), Brügge 2014

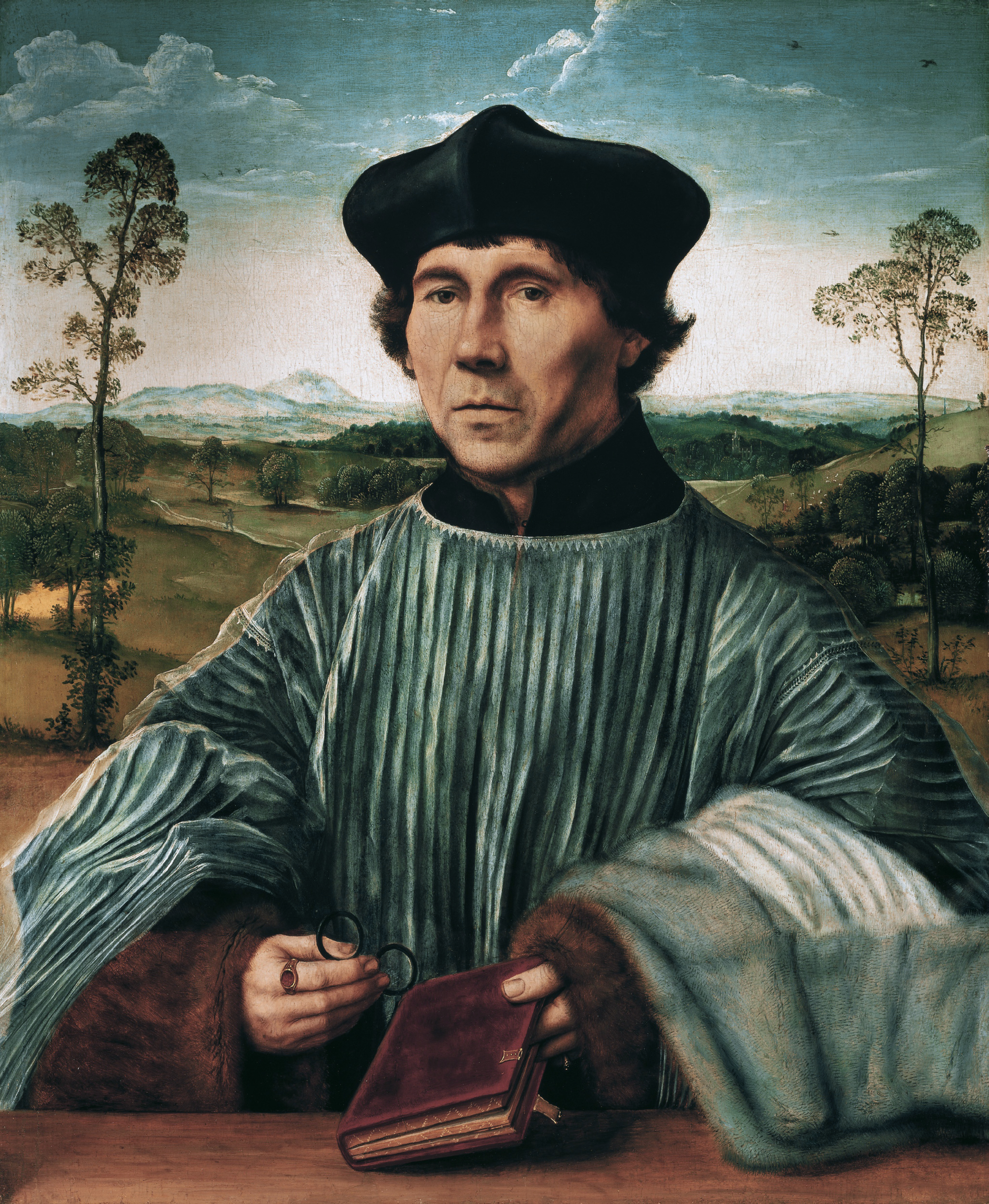
Kanoniker im 16. Jahrhundert mit dem Almutium über dem linken Arm

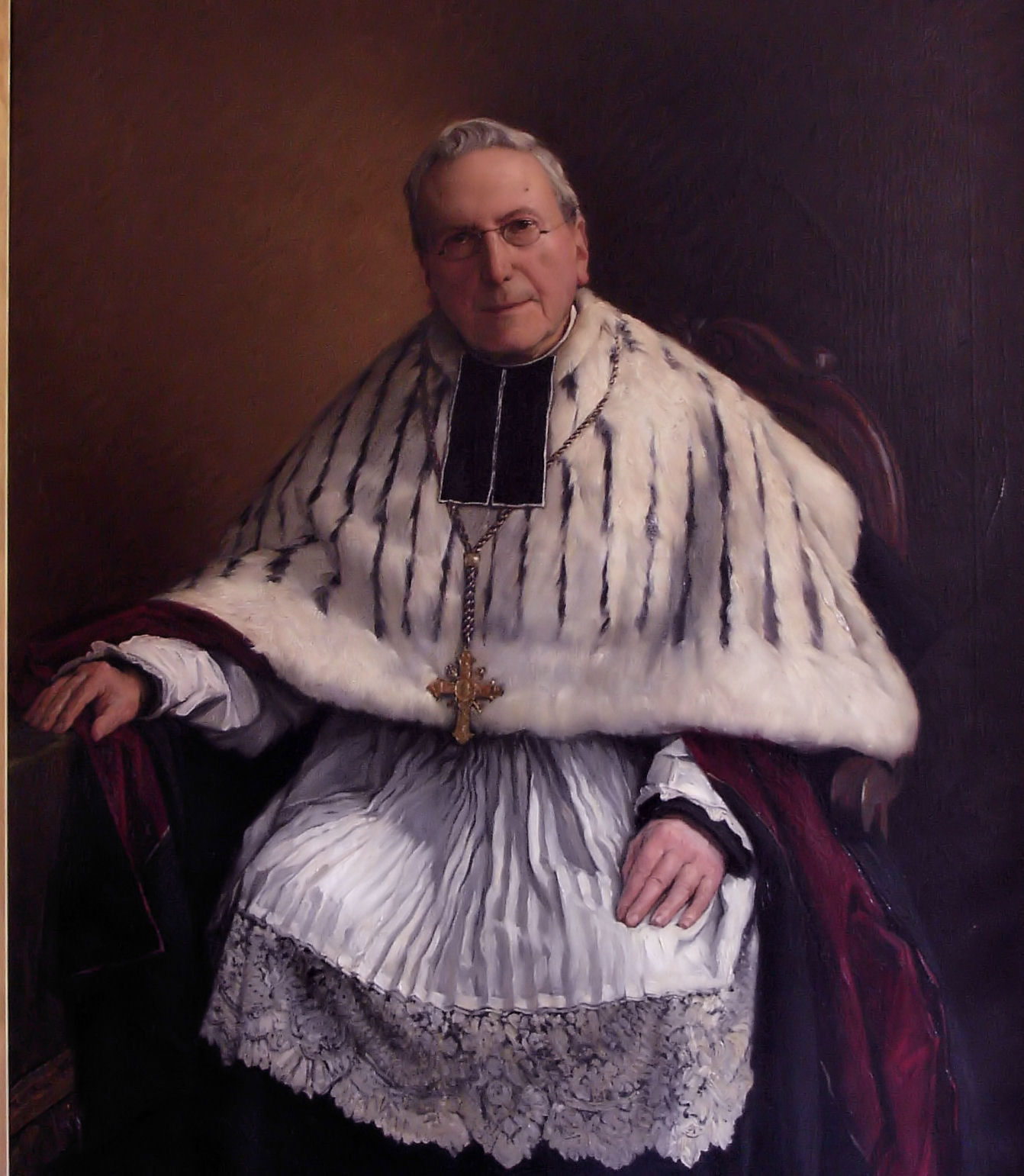
Flämischer Kanoniker mit Almutium

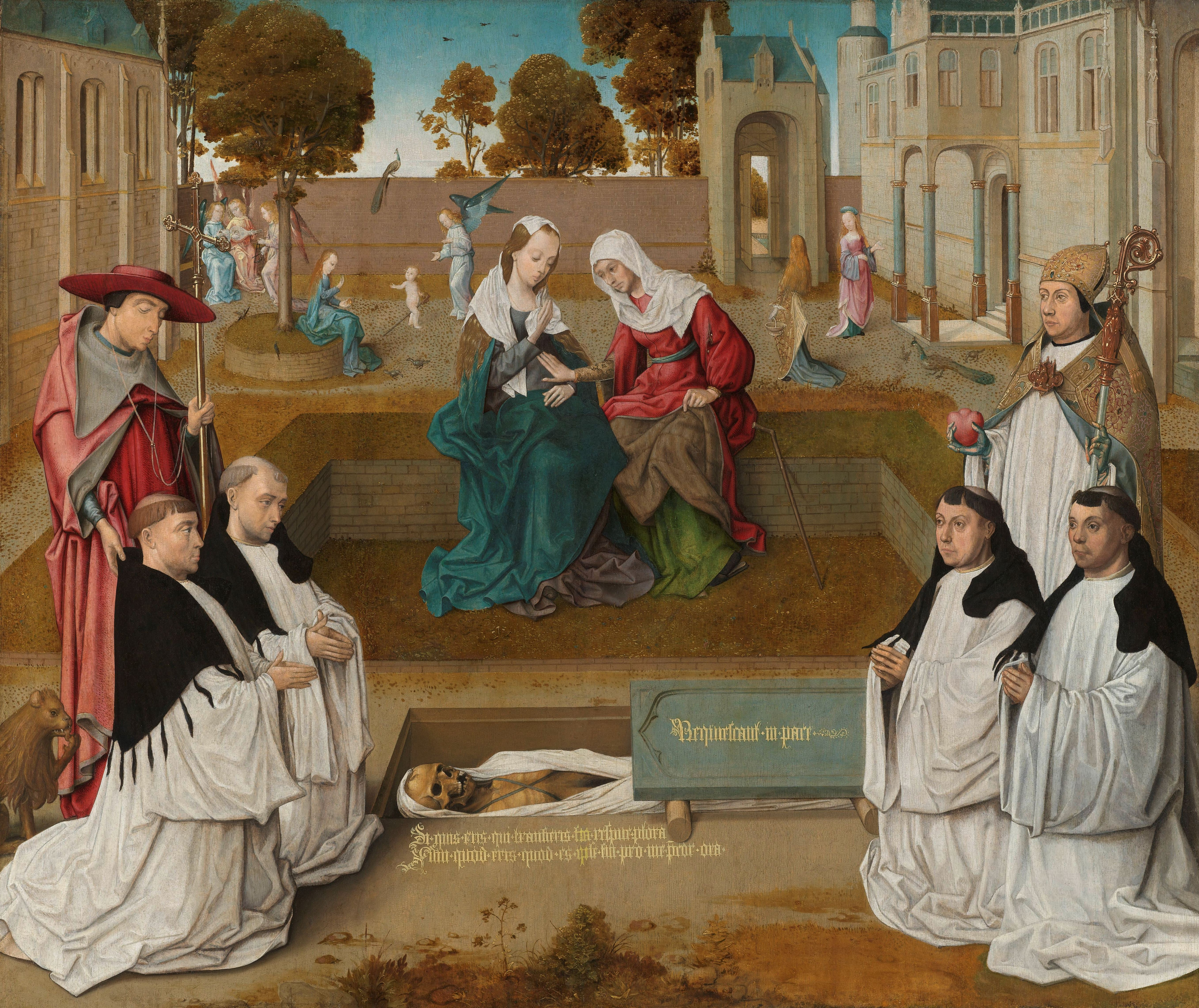
Meister der Spes nostra: Kanoniker und Heilige bei einem Grab oder Allegorie der Vergänglichkeit. ca. 1500

Kanoniker, auch Stiftsherren oder Chorherren genannt, sind Kleriker aller Weihestufen zumeist der römisch-katholischen bzw. der anglikanischen Kirche, die als Mitglieder eines Domkapitels oder eines Stiftskapitels an einer Kathedrale, Basilika oder Ordenskirche an der gemeinsamen Liturgie mitwirken. Unter gemeinsamer Liturgie versteht man die Feier der heiligen Messe und des Stundengebets, zu der alle Priester verpflichtet sind, ob allein oder in Gemeinschaft. Daher stammt auch die Bezeichnung Kanoniker, der vom kirchenlateinischen Begriff canonicus abgeleitet ist, der seinerseits auf das Griechische zurückgeht (κανών „Regel, Richtscheit“ bzw. κανονικός „regelhaft, verpflichtend“). Die Zeiten der „kanonischen Stunden“ (horae canonicae), das heißt, die des Stundengebets, sind im Abendland seit der Mitte des 6. Jahrhunderts durch die Benediktregel umschrieben.
Grundsätzlich unterscheidet man zwischen zwei Arten von Stiftsherren: einerseits den Regularkanonikern oder regulierten Chorherren, deren Gemeinschaftsgrundlage meist die Augustinusregel ist, und andererseits den Säkularkanonikern, die nach Consuetudines, also Auslegungen mönchischer Ordensregeln, leben.
Kanoniker leben in Gemeinschaft. Der Vorsteher eines Kapitels ist in der Regel ein Propst, manchmal ist die Leitung auch einem Dekan oder Prior übertragen; einige Kapitel werden direkt vom Diözesanbischof geleitet. An den vier (großen) römischen Papstbasiliken führt der Vorsteher, in der Regel ein Kardinal, den Titel eines Erzpriesters. Als canonicus a latere (Episcopi) (‚Kanoniker an der Seite [des Bischofs]‘) wurden Domherren bezeichnet, die vom Bischof in ein Vertrauensverhältnis an seinen Hof berufen wurden und dort für ihn besondere Aufgaben ausführten. Die Chorherren sind heute meist in der Seelsorge tätig und werden mehr oder weniger vollständig aus den Kirchengütern unterhalten.
Das Mitglied eines Kathedralkapitels bezeichnet man als Domkapitular, das Mitglied eines Säkularkanonikerstiftes oder eines Ordens regulierter Chorherren (Regularkanoniker) als Kanonikus oder Chorherr. Ein jedes dieser Kapitel kann darüber hinaus verdiente Geistliche – im Ausnahmefall auch Laien besonderen Ranges – mit dem Titel eines Ehrenkanonikers auszeichnen.

## Geschichte
Die nach dem Vorbild des Augustinus als Abgrenzung zum (benediktinischen) Mönchtum entwickelte Kanonikerregel (regula canonicorum) wurde 755 durch Bischof Chrodegang von Metz für sein Bistum festgelegt, weiter entwickelt auf der Reichssynode von Aachen durch Kaiser Ludwig den Frommen (Ludwig I.) und im Jahr 816 für das gesamte Karolingerreich als verbindlich festgelegt. Eine Gemeinschaft von Weltgeistlichen nennt man ein Kollegiatstift.
Seit der Mitte des 11. Jahrhunderts war eine Reform bei den Kanonikern zu beobachten, die zu regulierten Chorherrenstiften führte. Unter Verzicht auf Eigentum im Zeichen der vita apostolica kam es zum Bruch mit der Institutio canonicorum Aquisgranensis (Aachener Institution) von 816 und zur Ausbildung des regulierten Kanonikertums. Regularkanoniker legten ein Gelübde auf ihr Domstift (Hochstift) oder Kollegiatstift (Niederstift) ab und wählten unter den beiden überlieferten Augustinusregeln, entweder die maßvollere Version praeceptum / ordo antiquus oder – der strengeren Observanz folgend – die Version ordo monasterii / ordo novus. Der von Norbert von Xanten initiierte Prämonstratenserorden (Entstehung ab 1120 in Prémontré) entschied sich zum Beispiel für den ordo novus.
Die daneben weiter bestehenden Säkularkanoniker legten keine Gelübde ab und konnten die häufig reichhaltigen Chorherrenpfründen des Stiftungsvermögens ab dem 11./12. Jahrhundert oft noch ihrem Privatvermögen hinzufügen. Die seelsorgerischen Aufgaben gerieten dabei häufig in den Hintergrund und wurden dann nur noch durch Vikare erledigt. Besonders der Adel nutzte häufig Säkularkanonikerpositionen an Stiften zur Versorgung nachgeborener Söhne und als Sprungbrett für eine Karriere im Klerus oder bei Hofe. Ein positiver Aspekt des Säkularkanonikertums war seine bedeutende Rolle bei der Gründung der Universitäten im Spätmittelalter. Die ersten Professoren dieser neu gegründeten Universitäten waren überwiegend Säkularkanoniker. Solche Kollegiatstifte säkularer Kanoniker waren im Mittelalter weit verbreitet, wurden aber meist in Augustiner-Chorherrenstifte umgewandelt und sind spätestens mit der Säkularisation sehr selten geworden.

## Lebensweise
Zwar sind Stiftsherren verpflichtet, die Tagzeiten des Stundengebets zu halten, doch unterscheiden sie sich von Mönchen in der Lebensweise, da sie in der Regel mit seelsorgerlichen Aufgaben außerhalb des Klosters beauftragt sind. Eine weltabgewandte Lebensweise wäre daher nicht in Einklang mit dieser Tätigkeit zu bringen. Stiftsherren führen auch kein Leben in Klausur. Für Stiftsherren gilt das Gebot der Besitzlosigkeit nicht. Jeder Stiftsherr darf Eigengut besitzen und wird außerdem noch mit Pfründen als Einkommensquelle ausgestattet.
Stiftsherren müssen nicht das ganze Jahr in ihrer Gemeinschaft bleiben. Sie haben nur eine „Residenzpflicht“ von einigen Monaten Dauer. Diese Residenzpflicht ist für jeden Stiftsherrn individuell geregelt; so kann es durchaus vorkommen, dass ein Stiftsherr mit einer Residenzpflicht von drei Monaten Dauermitglied in weiteren drei Stiften ist und dort ebenfalls mit Pfründen ausgestattet wird. Der Vorstand eines Stifts ist nicht ein Abt, sondern ein Propst; den Verwalter des Stiftes bezeichnet man als Dekan.

## Kanonissen
Kanonissen (der Begriff taucht erst im 11. Jahrhundert auf), auch Chorfrauen oder Stiftsdamen, sind Frauen, die in einem Frauenstift ein gemeinschaftliches geistliches Leben unter einer Oberen führen, ohne an eine monastische Gemeinschaft gebunden zu sein (Institutio sanctimonialium Aquisgranensis, Aachener Institution von 816). Privatbesitz war erlaubt, das Erbrecht uneingeschränkt und die Kanonissen/Stiftsdamen durften abgetrennte Wohnungen mit einer Dienerin bewohnen, das heißt, es handelte sich in der Regel um Adelige. Die anfangs noch recht häufigen Doppelstifte von Chorherren und Chorfrauen wurden im Laufe des Hochmittelalters mehr und mehr aufgelöst, wobei meist die Kanonissen weichen mussten und statt einer von der Gemeinschaft selbst gewählten Oberin ein vom Bischof oder Abt ernannter Prior oder Propst als Vorsteher eingesetzt wurde. Gehörten die Damen eines Stifts überwiegend dem Hochadel an, blieb es meist bei der Leitung durch eine Äbtissin aus diesen Kreisen.

## Kleidung
Die Kleidung der Kanoniker war im 12. Jahrhundert ein langer Leibrock, darüber das leinene Chorhemd (Albe); dann das Almutium, ein Umhang aus Schaffell, welcher Kopf, Hals und Schultern bedeckte; dazu ein schwarzer Mantel ohne Kragen und der Pileolus (Käppchen). Die späteren Chorherren gaben dieser Tracht ein gefälligeres Aussehen. Namentlich tauschten sie das Käppchen gegen das viereckige Birett, der Chorrock schrumpfte zum Sarozium (nun ein schmaler langer Streifen weißen Stoffs auf Rücken und Brust, ähnlich einer Krawatte), woran man jetzt i. d. R. die Augustiner-Chorherren zu erkennen pflegt. Im Chor tragen sie Rochett und Mozetta. Andere regulierte Chorherren tragen weiter ihre herkömmliche Tracht, z. B.: Tunika, Skapulier und Zingulum, ggf. Caputium und Birett, im Chor zusätzlich: Rochett und Mozetta bzw. Almutium – alles in weißer Farbe – bei den Prämonstratensern.

## Gerichtsstätte
Bannita ist die Gerichtsstätte der Kanoniker innerhalb der kirchlichen Immunität. An dieser Stätte wurde ein anderes Recht gesprochen als außerhalb der Immunität. Eine erhaltene Bannita befindet sich in Xanten mit der Statue des hl. Viktor von 1468, die noch auf einem staufischen Kapitell steht.

## Regularkanoniker
- Augustiner-Chorherren
- Prämonstratenser-Chorherren
- Orden vom Heiligen Kreuz
- Deutscher Orden
- Regularkanoniker vom Heiligen Kreuz